# Oxyrhopus marcapatae
Oxyrhopus marcapatae (несправжня коралова змія Буленджера) — вид змій родини полозових (Colubridae). Ендемік Перу.

## Поширення і екологія
Несправжні коралові змії Буленджера мешкають в долинах річок Маркапата і Урубамба в регіоні Куско. Вони живуть у вологих тропічних лісах Анд, на висоті від 800 до 2300 м над рівнем моря.